# Pseudanophthalmus
Pseudanophthalmus – rodzaj chrząszczy z rodziny biegaczowatych. Do rodzaju należy około 250 gatunków, z czego blisko połowa (103 gatunki) nie została jeszcze nazwana. Są to małe (3–8 mm długości), ślepe, czerwonobrązowe owady. W zdecydowanej większości są organizmami jaskiniowymi (stygobiontami). Kilka gatunków, w tym tylko jeden północnoamerykański (Pseudanophthalmus sylvaticus), jest geobiontami. Dziesiątki gatunków o często ograniczonym do pojedynczej jaskini zasięgu występowania stanowią klasyczny przykład specjacji organizmów jaskiniowych.

## Biogeografia
Rodzaj wyróżnia się atlantycką dysjunkcją zasięgu. W Stanach chrząszcze te występują w jaskiniach Doliny Appalachów, równiny Missisipi i Bluegrass w środkowych Stanach Zjednoczonych (stany: Indiana, Kentucky, Tennessee, Alabama, Georgia, Ohio, Wirginia, Wirginia Zachodnia i Pensylwania), w Europie w Karpatach Rumunii, Węgier, Czech, Słowacji, Polski i Ukrainy. Obecne rozmieszczenie przedstawicieli rodzaju przemawia za istnieniem plejstoceńskiego refugium w mezofitycznych lasach mieszanych płaskowyżu Allegheny.

## Systematyka i taksonomia
Rodzaj opisał René Jeannel w 1920 roku. Za gatunek typowy uznano P. menetriesi. W 1928 ten sam autor przedstawił monografię, w której opisał rodzaj Duvaliopsis, do którego zaliczył kilka gatunków podziemnych, ślepych chrząszczy z podrodziny Trechinae opisanych z Karpat, a przez wcześniejszych autorów zaliczanych do rodzajów Anophthalmus, Trechus i Duvalius. Znano wtedy tylko dziesięć gatunków północnoamerykańskiego Pseudanophthalmus, prezentujących znacznie mniejsze zróżnicowanie niż znane dziś. W 1964 roku Thomas C. Barr Jr., opierając się na zaproponowanych przez Jeannela kryteriach morfologicznych rodzajów Duvaliopsis i Pseudanophthalmus uznał, że „nie ma powodu, dla którego Duvaliopisis powinien być traktowany jako rodzaj odrębny od Pseudanophthalmus”. Według rewizji Barra do rodzaju Pseudanophthalmus zaliczono europejskie gatunki P. bielzi, P. pilosellus, P. rybinskii, P. calimanensis, P. meliki i P. transylvanicus. Część nowszych źródeł (Catalogue of Palaearctic Coleoptera, Fauna Europaea) posługuje się jednak dawną nomenklaturą.

## Gatunki
- Pseudanophthalmus abditus Krekeler, 1973

Znany z Kentucky
- Pseudanophthalmus acherontis Barr, 1959

Znany jako Echo Cave Beetle; występuje w hrabstwach Wilson i Rutherford w Tennessee
- Pseudanophthalmus alabamae Valentine, 1932

Lokalizacja typowa: Manitou Cave, 1,5 mili na SW od Fort Payne w Alabamie, u podnóża Lookout Mountain.
- Pseudanophthalmus alladini Valentine, 1945
- Pseudanophthalmus assimilis Barr, 1981

Znany jako West Wills Valley Cave Beetle.
- Pseudanophthalmus audax Horn, 1883

Występuje w Jaskini Mamuciej w Parku Narodowym Jaskini Mamuciej, Kentucky; osiąga długość 4 mm. Znany jako Bold Cave Beetle.
- Pseudanophthalmus avernus Valentine, 1945

Znany jako Avernus Cave Beetle.
- Pseudanophthalmus barberi Jeannel, 1928
- Pseudanophthalmus barri Krekeler, 1973
- Pseudanophthalmus beaklei Valentine, 1937
- Pseudanophthalmus bendermani Barr, 1959
- Pseudanophthalmus bielzi (Seidlitz, 1867)

Synonimy: Duvaliopsis bielzi Jeannel, 1928, Anophthalmus bielzi Seidlitz, 1867
- Pseudanophthalmus brevis Valentine, 1932
- Pseudanophthalmus caecus Krekeler, 1973

Synonim: Pseudanophthalmus horni caecus Krekeler, 1973. Znany jako Clifton Cave Beetle.
- Pseudanophthalmus calcareus Barr, 1981

Znany jako Limestone Cave Beetle.
- Pseudanophthalmus calimanensis (Knirsch, 1924)

Niekiedy traktowany jako podgatunek P. pilosellus; znany z Karpat Marmaroskich, Gór Rodniańskich, Gór Kelimeńskich, Gór Bystrzyckich i Stinişoarei.
- Pseudanophthalmus catherinae Barr, 1959
- Pseudanophthalmus catoryctos Krekeler, 1973

Znany jako Lesser Adams Cave Beetle.
- Pseudanophthalmus cerberus Barr, 1985
  - Pseudanophthalmus cerberus cerberus Barr, 1985
  - Pseudanophthalmus cerberus completus Barr, 1985
- Pseudanophthalmus chthonius Krekeler, 1973
- Pseudanophthalmus ciliaris Valentine, 1937

Lokalizacja typowa Dunbar's Cave, Clarksville, Tennessee.
- - Pseudanophthalmus ciliaris ciliaris Valentine, 1937
  - Pseudanophthalmus ciliaris colemanensis Barr, 1959
  - Pseudanophthalmus ciliaris orlindae Barr 1959
- Pseudanophthalmus cnephosus Krekeler, 1973
- Pseudanophthalmus colemanensis Barr, 1959

Coleman Cave Beetle.
- Pseudanophthalmus conditus Krekeler, 1973

Znany jako Hidden Cave Beetle.
- Pseudanophthalmus cordicollis Barr, 1981

Znany jako Little Kennedy Cave beetle
- Pseudanophthalmus cumberlandus Valentine, 1937

Lokalizacja typowa Piper Cave, Monoville, Tennessee.
- Pseudanophthalmus darlingtoni Barr, 1985
  - Pseudanophthalmus darlingtoni darlingtoni Barr, 1985
  - Pseudanophthalmus darlingtoni persimililis Barr, 1985
- Pseudanophthalmus deceptivus Barr, 1981
- Pseudanophthalmus delicatus Valentine, 1932
- Pseudanophthalmus desertus Krekeler, 1973

Holotyp, allotyp i syntypy znane z Jones Cave pod Locust Grove w hrabstwie Clark, Kentucky; paratypy z Price Cave pod Eminence w hrabstwie Henry; Slack's Cave niedaleko Georgetown w hrabstwie Scott; Hayden Cave, pod Gratz w hrabstwie Owen. Gatunek należy do grupy horni
- Pseudanophthalmus digitus Valentine, 1932

Holotyp znaleziony przy południowym brzegu rzeki Tennessee, pięć mil od Chattanooga.
- Pseudanophthalmus distinguens Valentine, 1948
- Pseudanophthalmus egberti Barr, 1965

Znany jako New River Valley cave beetle. Holotyp znaleziony w Starnes Cave w hrabstwie Giles w Wirginii.
- Pseudanophthalmus elevatus Valentine, 1932
- Pseudanophthalmus elongatus Krekeler, 1973

Holotyp, allotyp i paratypy znane z Old Fort Cave pod Harrodsburgiem w hrabstwie Mercer, Kentucky; paratypy także z Dix Dam Cave pod Buena Vista, Robinson Cave niedaleko Lancaster i Arnold Cave pod Bryantsville w hrabstwie Garrard, Kentucky
- Pseudanophthalmus emersoni Krekeler, 1958
- Pseudanophthalmus engelhardti (Barber, 1928)

Synonimy: Anophthalmus engelhardti Barber, 1928. Lokalizacja typowa: English cave, Powell River, 6 mil na południe od Cumberland Gap, Tennessee.
- Pseudanophthalmus eremita Horn, 1871
  - Pseudanophthalmus eremita barberi Jeannel, 1931
- Pseudanophthalmus exiguus Krekeler, 1973
- Pseudanophthalmus exoticus Krekeler, 1973
- Pseudanophthalmus farrelli Barr, 1959
- Pseudanophthalmus fastigatus Barr, 1981
- Pseudanophthalmus fluviatilis Valentine, 1948
- Pseudanophthalmus fowlerae Barr, 1980

Znany jako Fowler’s Cave Beetle.
- Pseudanophthalmus frigidus Barr, 1981

Znany jako Icebox Cave Beetle.
- Pseudanophthalmus fulleri Valentine, 1932
- Pseudanophthalmus fuscus Valentine, 1931

Lokalizacja typowa: Kaufman's Cave, Frankford, Wirginia Zachodnia.
- - Pseudanophthalmus fuscus fuscus Valentine, 1931
  - Pseudanophthalmus fuscus constrictus Valentine, 1932
- Pseudanophthalmus georgiae Barr, 1981
- Pseudanophthalmus globiceps Barr, 1985

Znaleziony w Barnes Smith Cave.
- Pseudanophthalmus gracilis Valentine, 1932

Lokalizacja typowa: Tommie's Cave, Newport, Wirginia
- Pseudanophthalmus grandis Valentine, 1931

Lokalizacja typowa: Higginbotham's large Cave, Frankford, Wirginia Zachodnia.
- - Pseudanophthalmus grandis grandis  Valentine, 1931
  - Pseudanophthalmus grandis elevatus Valentine, 1932
- Pseudanophthalmus hadenoecus Barr, 1965

Znany jako Timber Ridge Cave Beetle.
- Pseudanophthalmus henroti Jeannel, 1949
- Pseudanophthalmus hesperus Barr, 1959
- Pseudanophthalmus higginbothami Valentine, 1931
- Pseudanophthalmus hirsutus Valentine, 1931

Znany jako Cumberland Gap cave beetle
- Pseudanophthalmus hoffmani Barr, 1965

Lokalizacja typowa: Buchanan Saltpeter Cave, Ellendale, 6 mil na NE od Saltville, hrabstwo Smyth, Wirginia.
- Pseudanophthalmus holsingeri Barr, 1965

Lokalizacja typowa: Fugates Cave, Gibson Station, hrabstwo Lee, Wirginia.
- Pseudanophthalmus horni (Garman, 1892)

Opisany jako Anophthalmus horni; lokalizacja typowa to jaskinie w Lexington, Fayette County, Kentucky
- - Pseudanophthalmus horni horni (Garman, 1892)

Znany jako Garman's Cave Beetle.
- Pseudanophthalmus hortulanus Barr, 1965

Lokalizacja typowa: Cassells Cave, hrabstwo Tazawell, Wirginia. Znany jako Burkes Garden cave beetle.
- Pseudanophthalmus hubbardi (Barber, 1928)

Synonimy: Anophthalmus hubbardi Barber, 1928. Lokalizacja typowa: Luray Cave, hrabstwo page, Wirginia.
- Pseudanophthalmus hubrichti Valentine, 1948
- Pseudanophthalmus humeralis Valentine, 1931

Lokalizacja typowa: Crystal Cave, Monteagle, Tennessee.
- Pseudanophthalmus hypertrichosis Valentine, 1932

Lokalizacja typowa: Martha Clarke Cave, Hillsboro, Wirginia Zachodnia.
- Pseudanophthalmus hypolithos Barr, 1981

Znany z Old Quarry Cave, Pine Mountain, hrabstwo Pike, Kentucky, a także z opuszczonej kopalni w Bosco w hrabstwie Floyd. Należy do kompleksu engelhardti. Znany jako Ashcamp Cave Beetle.
- Pseudanophthalmus illinoisensis Barr & Peck, 1966

Lokalizacja typowa: Cave Spring Cave, hrabstwo Hardin, Illinois.
- Pseudanophthalmus inexpectatus Barr, 1959

Występuje w Jaskini Mamuciej w Parku Narodowym Jaskini Mamuciej, Kentucky; osiąga długość 3–5 mm; samce wyróżniają się długim i wąskim edeagusem. Znany jako Surprising Cave Beetle.
- Pseudanophthalmus inquisitor Barr, 1980
- Pseudanophthalmus insularis Barr, 1959

Znany jako Insular Cave Beetle.
- Pseudanophthalmus intermedius (Valentine, 1931)

Synonim: Neaphaenops intermedius Valentine, 1931. Lokalizacja typowa: Wonder Cave, Monteagle, Tennessee.
- Pseudanophthalmus intersectus Barr, 1965

Znany jako Crossroads Cave beetle.
- Pseudanophthalmus jonesi Valentine, 1945
- Pseudanophthalmus krameri Krekeler, 1973

Bardzo rzadki, ostatnie obserwacje pochodzą z 1973 roku
- Pseudanophthalmus krekeleri Barr, 1965

Lokalizacja typowa: Rich Mountain Cave, hrabstwo Randolph, Wirginia Zachodnia. Znany jako Rich Mountain Cave Beetle.
- Pseudanophthalmus lallemanti Jeannel, 1949
- Pseudanophthalmus leonae Barr, 1960
- Pseudanophthalmus limicola Jeannel, 1931
- Pseudanophthalmus lodingi Valentine, 1931

Lokalizacja typowa: Shelta Cave, Huntsville, Alabama.
- Pseudanophthalmus loganensis Barr, 1959
- Pseudanophthalmus longiceps Barr, 1981
- Pseudanophthalmus macradyi Valentine, 1948
- Pseudanophthalmus major Krekeler, 1973

Synonim: Pseudanophthalmus desertus major Krekeler, 1973. Znany jako Beaver Cave Beetle.
- Pseudanophthalmus meliki (Csiki, 1912)

Synonimy: Anophthalmus bielzi meliki Csiki, 1912, Duvaliopsis meliki Jeannel, 1928
- Pseudanophthalmus menetriesii Motschulsky, 1862

Występuje m.in. w Jaskini Mamuciej w Parku Narodowym Jaskini Mamuciej, Kentucky
- Pseudanophthalmus meridionalis Valentine, 1945
- Pseudanophthalmus montanus Barr, 1965

Znany jako Dry Fork Valley Cave Beetle.
- Pseudanophthalmus nelsoni Barr, 1965
- Pseudanophthalmus nickajackensis Barr, 1981
- Pseudanophthalmus nortoni Barr, 1981
- Pseudanophthalmus occidentalis Barr, 1959
- Pseudanophthalmus ohioensis Krekeler 1973

Holotyp, allotyp i paratypy zebrane we Freeland Cave w hrabstwie Adams w Ohio.
- Pseudanophthalmus orientalis Krekeler, 1973

Synonim: Pseudanophthalmus inexpectatus orientalis Krekeler, 1973
- Pseudanophthalmus orlindae Barr, 1959
- Pseudanophthalmus orthosulcatus Valentine, 1932
- Pseudanophthalmus packardi Barr, 1959
- Pseudanophthalmus pallidus Barr, 1981
- Pseudanophthalmus paradoxus Barr, 1981
- Pseudanophthalmus parvicollis Jeannel, 1931
- Pseudanophthalmus parvus Krekeler, 1973

Znany jako Tatum Cave Beetle.
- Pseudanophthalmus paulus Barr, 1981

Występuje w hrabstwie Monroe, Tennessee. Znany jako Noblett’s Cave Beetle.
- Pseudanophthalmus paynei Barr, 1981
- Pseudanophthalmus petrunkevitchi Valentine, 1945

Lokalizacja typowa: Skyline Cavern, dwie mile na SW od Front Royal, hrabstwo Warren, Wirginia. Znany jako Petrunkevitch’s cave beetle.
- Pseudanophthalmus pholeter Krekeler, 1973

Znany jako Greater Adams Cave Beetle.
- Pseudanophthalmus pilosus Barr, 1985
- Pseudanophthalmus pilosellus L. Miller, 1868
  - Pseudanophthalmus pilosellus stobieckii (Csiki, 1907)

Figuruje na Czerwonej liście chrząszczy Górnego Śląska. Gatunek żyjący w ziemi, górski, endemit karpacki, rzadki. Znany też z Czech i Słowacji; od Beskidu Śląskiego do Beskidu Sądeckiego, łącznie z Tatrami. Syn. Pseudanophthalmus beskidensis (Hlisnikowski, 1942), Duvaliopsis pilosella stobieckii (Csiki, 1907)
- - Pseudanophthalmus pilosellus poloninensis Hurka, 1974[28]

W Polsce wykazany z terenu Rezerwatu Biosfery Karpaty Wschodnie (dwa stanowiska, Tarnica i Wielka Rawka). Gatunek żyjący w ziemi, górski, endemit karpacki, rzadki
- Pseudanophthalmus pontis Barr, 1965

Lokalizacja typowa: Buck Hill Cave, hrabstwo Rockbridge, Wirginia. Znany jako Natural Bridge cave beetle.
- Pseudanophthalmus potomaca Valentine, 1932
  - Pseudanophthalmus potomaca potomaca Valentine, 1932

Znany jako South Branch Valley cave beetle.
- Pseudanophthalmus praetermissus Barr, 1981
- Pseudanophthalmus princeps Barr, 1970
- Pseudanophthalmus productus Barr, 1980
- Pseudanophthalmus profundus Valentine, 1945
- Pseudanophthalmus pubescens Horn

Występuje w Jaskini Mamuciej w Parku Narodowym Jaskini Mamuciej, Kentucky.
- - Pseudanophthalmus pubescens intrepidus
- Pseudanophthalmus punctatus Valentine, 1931

Lokalizacja typowa: Tommie's Cave, Newport, Wirginia.
- Pseudanophthalmus pusillus Barr, 1981
- Pseudanophthalmus pusio Horn, 1868
- Pseudanophthalmus puteanus Krekeler, 1973

Znany jako Old Well Cave Beetle.
- Pseudanophthalmus quadratus Barr, 1965

Lokalizacja typowa: Strakeys Cave, hrabstwo Giles, Wirginia. Znany jako Strakey’s Cave beetle.
- Pseudanophthalmus rittmani Krekeler, 1973
- Pseudanophthalmus robustus Valentine, 1931

Lokalizacja typowa: Johnson's Cave, Monterey, Tennessee.
- Pseudanophthalmus rogersae Barr, 1981

Znany jako Rogers' Cave Beetle.
- Pseudanophthalmus rotundatus Valentine, 1932

Lokalizacja typowa: English Cave, Tennessee. Znany jako Rotund cave beetle.
- Pseudanophthalmus rybinskii (Knirsch, 1924)

Niekiedy traktowany jako podgatunek P. pilosellus; znany z Gorganów.
- Pseudanophthalmus sanctipauli Barr, 1981

Znany jako Saint Paul cave beetle.
- Pseudanophthalmus scholasticus Barr, 1981

Znany jako Scholarly Cave Beetle.
- Pseudanophthalmus scutilus Barr, 1981
- Pseudanophthalmus seclusus Barr, 1981
- Pseudanophthalmus senecae Valentine, 1932

Synonim: Pseudanophthalmus potomaca senecae Valentine, 1932
- Pseudanophthalmus sequoyah Barr, 1981
- Pseudanophthalmus sericus Barr, 1981
- Pseudanophthalmus shilohensis Krekeler, 1958
  - Pseudanophthalmus shilohensis shilohensis Krekeler, 1958
  - Pseudanophthalmus shilohensis mayfieldensis Krekeler, 1958
- Pseudanophthalmus sidus Barr, 1965
- Pseudanophthalmus simplex Barr, 1980
- Pseudanophthalmus simulans Barr, 1985

Znany jako Cub Run Cave Beetle.
- Pseudanophthalmus solivagus Krekeler, 1973
- Pseudanophthalmus steevesi Barr, 1981
- Pseudanophthalmus striatus Motschulsky, 1862

W jednej pracy zsynonimizowany przez Barra z P. menetriesii, jednak później autor wycofał się z tego poglądu, podając kryteria rozpoznawcze tych dwóch gatunków
- Pseudanophthalmus subequalis Valentine, 1931

Lokalizacja typowa: Kaufman's Cave, Frankford, Wirginia Zachodnia.
- Pseudanophthalmus sylvaticus Barr, 1967

Lokalizacja typowa: wschodni stok Kennison Mountain nieopodal Cranberry Glades, hrabstwo Pocahontas, Wirginia Zachodnia. Występuje w glebie pod dużymi kamieniami w górskich lasach okolic Marlinton.
- Pseudanophthalmus templetoni Valentine, 1948
- Pseudanophthalmus tenebrosus Krekeler, 1973

Holotyp, allotyp i syntypy zebrane w Stevens Creek Cave pod Orville w hrabstwie Henry, Kentucky. Znany jako Stevens Creek Cave Beetle.
- Pseudanophthalmus tenesensis Valentine, 1937

Lokalizacja typowa: Grand Caverns, Byington, Tennessee.
- Pseudanophthalmus tenuis Horn, 1871
  - Pseudanophthalmus tenuis blatchleyi Barr, 1960

Lokalizacja typowa: Truitt's Cave, hrabstwo Monroe, Indiana.
- - Pseudanophthalmus tenuis morrisoni
- Pseudanophthalmus thomasi Barr, 1981
- Pseudanophthalmus tiresias Barr, 1959
- Pseudanophthalmus transfluvialis Barr, 1985
- Pseudanophthalmus transsylvanicus (Csiki, 1902)

Synonimy: Duvaliopsis transsylvanica, Anophthalmus transsylvanicus
- Pseudanophthalmus troglodytes Krekeler, 1973

Znany jako Louisville Cave Beetle.
- Pseudanophthalmus tullahoma Barr, 1959
- Pseudanophthalmus umbratilis Krekeler, 1973

Lokalizacja typowa to Robinson Cave, hrabstwo Garrard, Kentucky. Długość ciała 3,2-4,2 mm. Należy do grupy inexpectatus
- Pseudanophthalmus unionis Barr, 1981

Znany jako Union County Cave Beetle .
- Pseudanophthalmus wallacei Barr, 1981
- Pseudanophthalmus valentinei Jeannel, 1949
- Pseudanophthalmus vanburenensis Barr, 1959

Znany jako Vanburen cave beetle.
- Pseudanophthalmus ventus Barr, 1981

Znany jako Blowing Cave Beetle .
- Pseudanophthalmus vicarius Barr, 1965

Lokalizacja typowa: Hugh Young Cave koło Maiden Spring, hrabstwo Tazawell, Wirginia. Znany jako Vicariant Cave Beetle .
- Pseudanophthalmus virginicus Barr, 1960

Znany jako Maiden Spring Cave Beetle .
- Pseudanophthalmus youngi Krekeler, 1958
  - Pseudanophthalmus youngi youngi
  - Pseudanophthalmus youngi donaldsoni